# Dirhinus reticulatus
Dirhinus reticulatus är en stekelart som beskrevs av Cameron 1909. Dirhinus reticulatus ingår i släktet Dirhinus och familjen bredlårsteklar. Inga underarter finns listade i Catalogue of Life.